# الكلية الاقتصادية الجديدة (الروسية)
الكلية الاقتصادية الجديدة ( بالإنجليزية: New Economic School اختصارًا NES ) (تعرف في روسيا باسم «المدرسة الاقتصادية الروسية» - Российская экономическая школа ، РЭШ ) هي كلية للاقتصاد في موسكو، روسيا.

## البرامج الأكاديمية
- بكالوريوس الآداب في الاقتصاد ( BAE ) ، برنامج مشترك بين المدرسة الاقتصادية الجديدة والمدرسة العليا للاقتصاد
- ماجستير في الاقتصاد (MAE)

اقتصاديات الطاقة والموارد الطبيعية ( ماجستير في اقتصاديات الطاقة ، الطاقة الكهربائية)
- ماجستير الآداب في اقتصاديات الطاقة (MAEE) - تطبيقي (سنتان)
- ماجستير العلوم في اقتصاديات الطاقة (MSEE) - برنامج إعادة التدريب المهني (سنة واحدة)

التمويل والاستثمارات والبنوك (ماجستير / ماجستير في التمويل، MAF ، MSF)
- ماجستير في المالية (MAF) - تطبيق (سنتان)
- ماجستير العلوم في المالية ( MSF ) - برنامج إعادة التدريب المهني (سنة واحدة)

- ماجستير في التمويل، MiF

- الاقتصاد وعلوم البيانات

## الخريجين والطلاب

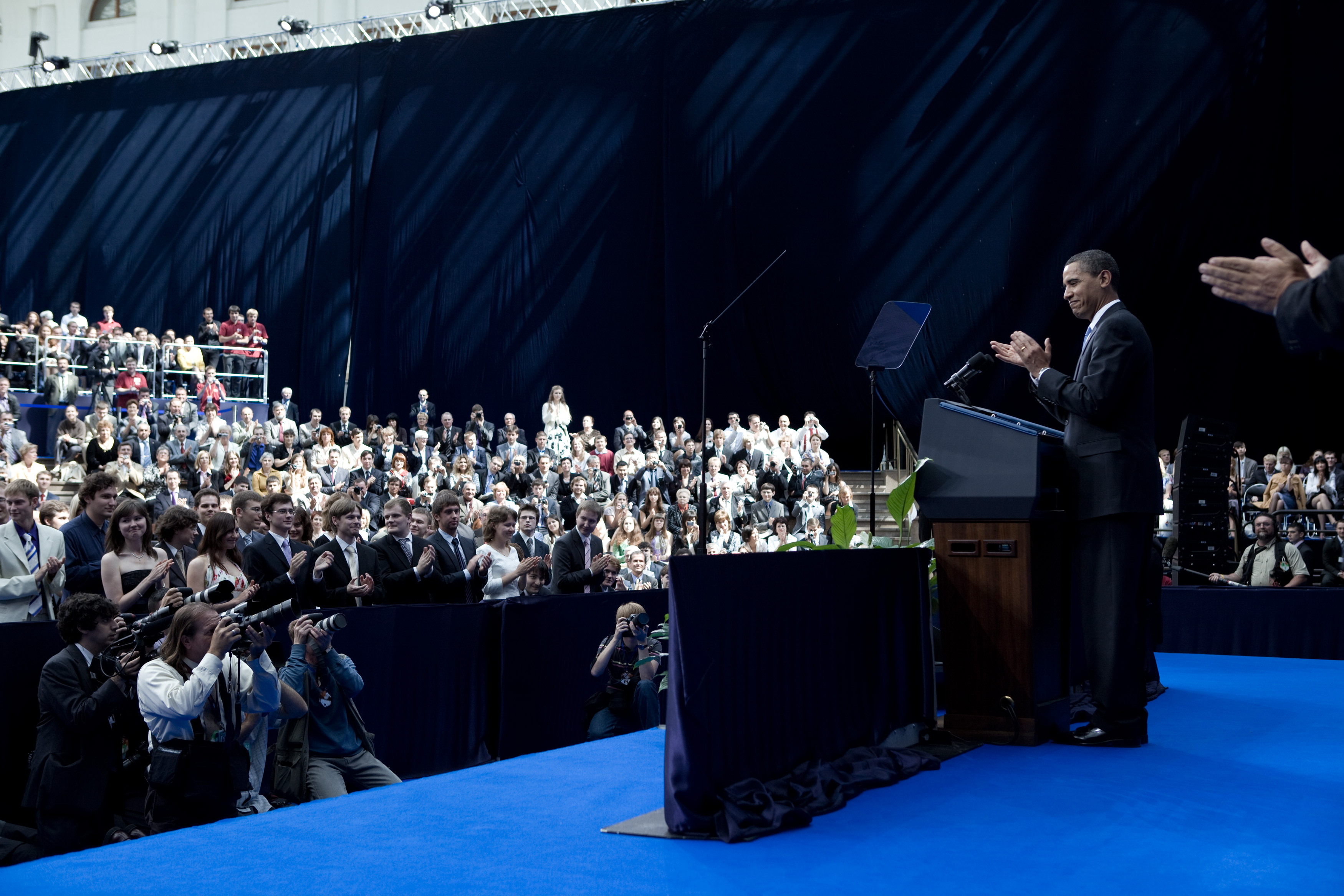
الرئيس باراك أوباما يدلي بتصريحات في تخرج المدرسة الاقتصادية الجديدة في جوستيني دفور، موسكو ، 7 يوليو 2009

حاليا، تخرج 2150 من الاقتصاديين الشباب من كلية الاقتصاد الجديد. 90٪ منهم لديهم مهنة في القطاع الخاص ، معظمهم في الشركات الدولية، البنوك الاستثمارية ، والاستشارات، وقد ذهب 350 من خريجي الكلية لمواصلة دراستهم في برامج الدكتوراه في جامعات (مثل جامعة هارفارد ، معهد ماساتشوستس للتكنولوجيا ، جامعة شيكاغو ، جامعة ستانفورد ، جامعة ييل ، جامعة نورث وسترن ، جامعة كولومبيا ، جامعة نيويورك ، جامعة بنسلفانيا ، و كلية لندن للأعمال وجامعة تولوز ).
يعمل أكثر من 80 طالب دكتوراه في كلية الاقتصاد في جامعات الولايات المتحدة والمملكة المتحدة: معهد ماساتشوستس للتكنولوجيا ، جامعة برينستون ، ستانفورد ، ييل ، جامعة كاليفورنيا ، بيركلي ، كولومبيا، UPEN ، NYU ، LSE ، LBS وغيرها، ويعمل بعضهم في البنك الدولي وصندوق النقد الدولي و لقد عاد 29 طالب دكتوراه إلى روسيا.

## الكلية والبحث
أكثر من 90٪ من أساتذة كلية الاقتصاد الجديد حاصلون على درجة الدكتوراه في الاقتصاد والتمويل من الجامعات الرائدة، مثل هارفاد و معهد ماساتشوستس للتكنولوجيا و جامعة كولومبيا و جامعة نيويورك و كلية لندن للأعمال و جامعة ويسكونسن-ماديسون وجامعة نورث وسترن وغيرها. وتعتبر الكلية الاقتصادية الجديدة هي أول جامعة روسية بدأت في توظيف أساتذة من الخارج، ويتم إجراء المقابلات مع المرشحين خلال المؤتمر السنوي ASSA في الاقتصاد (AEA) والمالية (AFA).
يمثل أعضاء هيئة التدريس هؤلاء الاقتصاديين الروس في مهنة الاقتصاد العالمي من خلال المشاركة في المؤتمرات الدولية والنشر في المجلات الاقتصادية الدولية الرائدة، بما في ذلك Econometrica ، The American Economic Review ، The Quarterly Journal of Economics ، the Review of Economic Studies ، the Journal of Economic وجهات نظر ، مجلة الأدب الاقتصادي ، مجلة الجمعية الاقتصادية الأوروبية ، مجلة المالية ، مجلة الأعمال ، ومجلة العلوم السياسية الأمريكية .
هناك العديد من مراكز البحث في كلية الاقتصاد الجديد: مركز البحوث الديمغرافية (CDR) ، الذي تم إنشاؤه في عام 2011 ، ومركز دراسة التنوع والتفاعلات الاجتماعية (CSDSI) ، والذي تم إنشاؤه في عام 2013 بالتعاون مع رئيس الباحثين البروفيسور شلومو ويبر، ومركز البحوث الاقتصادية والمالية (CEFIR)  ، وفي عام 2019 ، تم تأسيس مركز الأبحاث في التقنيات المالية والاقتصاد الرقمي SKOLKOVO-NES.

## الترتيب
تم تصنيف الكلية الاقتصادية الجديدة:
- المركز الأول بين الجامعات الروسية من حيث عدد المنشورات في المجلات الدولية الرائدة للاقتصاد والتمويل، وفقًا لتصنيف جامعة تيلبورغ [4]
- المركز الأول بين الجامعات الروسية حسب عدد الاستشهادات لكل منشور علمي، وفقًا لـترتيب QS [5]
- المركز الثاني في روسيا ، وفقًا لتصنيف شنغهاي الأكاديمي للجامعات العالمية (ARWU) في مادة الاقتصاد الاكاديمي[6]
- أهم 2 من بين مؤسسات الدراسات الاقتصادية في روسيا، وفقًا لـ RePEc [7]

## الحرم الجامعي
في عام 2014 ، انتقلت كلية الاقتصاد الجديد إلى حرم جامعي جديد في Skolkovo ، وقد تم بناؤه لأغراض الحياة الأكاديمية، والجمع بين الصالات الحديثة والمرافق الرياضية والترفيهية.

## روابط خارجية
- الموقع الرسمي للمدرسة NES